# Gosaldo
Gosaldo är en kommun i provinsen Belluno i regionen Veneto i Italien. Kommunen hade 582 invånare (2018).